# Roman Röösli
Roman Röösli (Neuenkirch, 22 de setembro de 1993) é um remador suíço.

## Carreira
Em 2012, Röösli terminou em décimo segundo lugar no skiff duplo no Campeonato Mundial Sub-23. Em 2013, a equipe suíça de double sculls com Roman Röösli, Augustin Maillefer, Nico Stahlberg e Barnabé Delarze venceu o Campeonato Mundial Sub-23. No Campeonato Europeu de 2017 em Račice u Štětí, Röösli e Delarze conquistaram a medalha de bronze no double scull atrás dos barcos da Itália e da Polônia.
Nos Jogos Olímpicos de Verão de 2024, em Paris, conquistou a medalha de bronze na competição de dois sem masculino, ao lado de Andrin Gulich com o tempo de 6:24.76.